# Wilkanówko
Wilkanówko (інші назви Grüneberg, Grünberg, Seifersholz, Heinrichau, Schloin) — метеорит, що впав 22 березня 1841 року о 15:30 на поля поблизу сьогоднішнього Вільканова. Він був розділений на два фрагменти, загальна вага яких становила близько 1 кг. Звук падіння метеорита було чутно в сусідніх містах Жагань, Сулехув і Нова Суль. Його шматки були придбані музеями Берліна, Лондона, Ватикану, Нью-Йорка, Калькутти та Вроцлава. Найбільший фрагмент метеорита (0,75 кг) знаходиться в Музеї природознавства в Берліні. Падіння метеорита стало безпосередньою причиною будівництва Браніборської вежі.

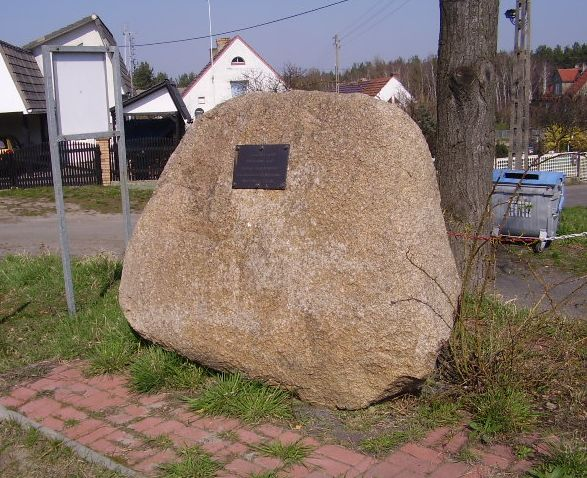
Меморіальний камінь з табличкою

22 березня 2002 року у Вілканові було встановлено меморіальний камінь з табличкою на честь падіння метеорита.